# Йосип Юрай Штросмайєр
Йо́сип Юра́й Штросма́йєр (хорв. Josip Juraj Strossmayer або Štrosmajer, 4 лютого 1815, Осієк, Хорватія — 8 квітня 1905, с. Дяково, Кюстендильська область, Болгарія) — хорватський католицький єпископ німецького походження, теолог і меценат, видатний політичний і громадський діяч. Хорватський народ його вшановує як «батька Вітчизни».

## Біографія
У 1859 році Йосип Юрай Штросмайєр надіслав листа Папі Пію IX, в якому пропонував слов'янське богослужіння для всіх хорватських єпархій, а також вивчення глаголиці в семінаріях Далмації.
Як політичний діяч Штросмайєр виступав за максимальну автономію Хорватії.
Єпископ Йосип заснував Югославську академію наук і мистецтв (нині Хорватська академія наук і мистецтв) у Загребі (1867) і посприяв відкриттю Хорватського університету в Загребі (1874).
На честь Штросмайєра названі вулиці в Загребі й у численних інших хорватських містах, а також Осієцький університет.

## Праці
- A. Špitelak (Hrsg.), Reden, Vorschläge und Erklärungen auf dem Vatikanischen Konzil, Zagreb 1929
- F. Šišić (Hrsg.), Korespondencija Raški-Štosmajer, 4 t., Zagreb 1928—1931
- F. Šišić, Josip Juraj Štrosmajer, Dokumenti i korespondencija, I, Zagreb 1933